# حمض ثنائي الثيونوز
حمض ثنائي الثيونوز هو حمض أكسجيني مضاعف الكبريت صيغته H2S2O4، وهو غير مستقر؛ لكن أملاحه التي تدعى ثنائي ثيونيت معروفة ومستقرة، ولا يمكن إجراء عملية استحصال الحمض منها.

## الخواص
بينت حسابات «منذ البدء» النظرية أن البنية المتناظرة من النمط C2 حيث يكون الجزيء على الشكل HOS(=O)-S(=O)OH هي أكثر بنية مستقرة بين المتصاوغات. يعود سبب ذلك إلى وجود الروابط الهيدروجينية بين الجزيئية.
بالرغم من ذلك، فإن هذا المركب غير مستقر كيميائياً ويتفكك إلى ثنائي أكسيد الكبريت SO2 وحمض الهيبوكبريتوز.S(OH)2

## الأملاح

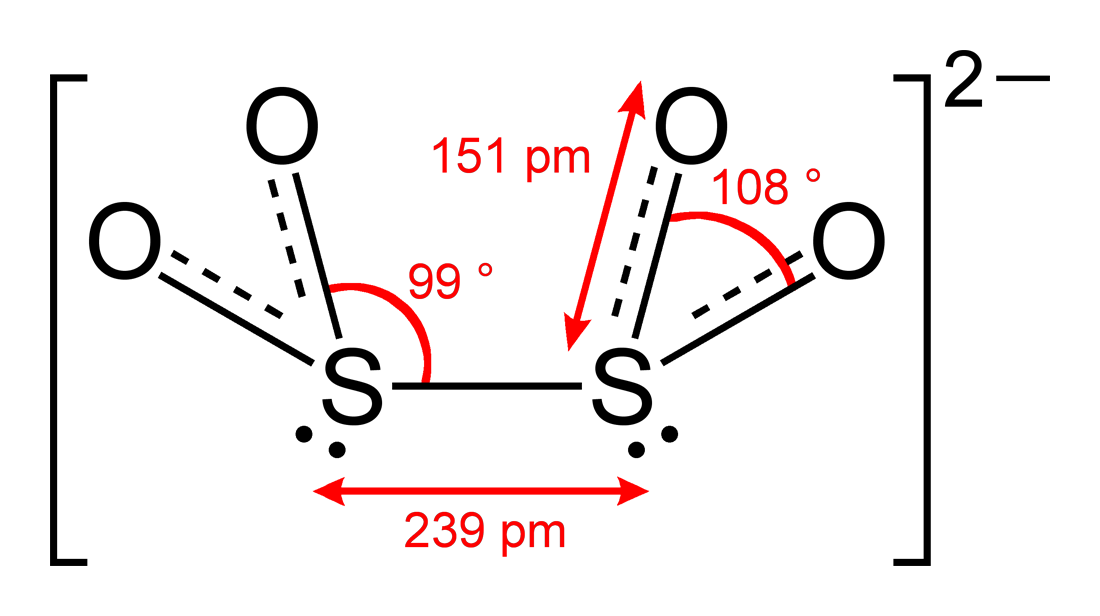
بنية أنيون ثنائي الثيونيت.

تعد أملاح هذا الحمض أكثر استقراراً؛ إذ أن ثنائي الثيونيت هو أنيون أكسجيني للكبريت، صيغته −2S2O4.
تخضع هذه الأنيونات إلى تفاعل أكسدة-اختزال حيث يتشكل أنيون الكبريتيت، حيث تبلغ قيمة جهد الاختزال مقدار −0.66 فولت:
{\displaystyle {\ce {2S2O4^2- + 2 H2O -> 2HSO^- + 2e^- + 2H^+}}}
ومن الأمثلة عليها ثنائي ثيونيت الصوديوم، وهو يوجد على شكل مسحوق أبيض وله خواص مختزلة ويستخدم في عمليات التبييض الصناعية.